# إليزابيث لونجفورد
إليزابيث باكينهام، كونتيسة لونجفوردهارمان ؛ 30 اوت 1906 - 23 أكتوبر 2002والمعروفة باسم إليزابيث لونجفورد ، كانت مؤرخة بريطانية. كانت عضوًا في الجمعية الملكية للأدب وكانت عضوًا في مجلس أمناء معرض الصور الوطني في لندن. في القرن 19 بما في ذلك الملكة فيكتوريا (1964)، واللورد بايرون (1976)، ودوق ويلينغتون (1969).

### اقتباسات
1. 1 2  Colin Matthew, ed. (2004), Oxford Dictionary of National Biography (بالإنجليزية), Oxford: Oxford University Press, QID:Q17565097
2. 1 2  Encyclopædia Britannica | Elizabeth Harman Pakenham, Countess of Longford (بالإنجليزية), QID:Q5375741

## روابط خارجية
- "وفاة السيدة لونجفورد عن عمر يناهز 96 عامًا" ، بي بي سي نيوز، 2002
- إليزابيث لونجفورد (الاشتراك مطلوب)</link> ، نعي بواسطة التايمز
- "إليزابيث لونجفورد (إليزابيث، كونتيسة لونجفورد)" ، زملاء في الذاكرة، الجمعية الملكية للأدب